# Aaron Kwok
Aaron Kwok Fu-Shing, pseudonimo di  (郭富城?, Guō Fùchéng) (Hong Kong, 26 ottobre 1965), è un cantante e attore hongkonghese.

## Biografia e carriera
Nel 1984, Kwok si unisce ad un corso di danza televisiva della HK-TVB dove viene subito notato per il proprio talento, venendo scelto per lavorare in numerosi show e video musicali. In seguito a questo, Kwok comincia a studiare anche recitazione, ottenendo alcuni ruoli in alcuni telefilm.
Nei primi anni novanta la pubblicità di una casa di motociclette lo rende immensamente popolare, e contribuisce a lanciare la sua carriera musicale. Dopo il successo del singolo Loving You Forever (對你愛不完), Aaron Kwok diventa una delle popstar più influenti in Asia.
Negli anni Kwok è diventato anche un celebre attore, anche grazie al regista Andrew Lau. Durante la quarantaduesima edizione dei Golden Horse Film Festival nel 2006, Kwok ha ricevuto il riconoscimento di miglior attore protagonista per la sua interpretazione nel film After This Our Exile.

## Filmografia

### Cinema
- Fei yue wei qiang, regia di Jan-Wing Chow (1989)
- Yi tian tu long ji, regia di Kent Cheng (1989)
- Sai Wan dik goo si, regia di Wu Ma (1990)
- Biu je, nei fan ye!, regia di Sang Siu (1991)
- Ng yee taam jeung: Lui Lok juen - Part II, regia di Lawrence Ah Mon (1991)
- Ho moon yeh yin, regia collettiva (1991)
- Gau yat san diu haap lui, regia di David Lai, Jeffrey Lau e Corey Yuen (1991)
- Tao xue ying xiong zhuan, regia di Jing Wong (1992)
- Tong dang: Jie tou ba wang, regia di Kin-Nam Cho (1992)
- Ban wo zong heng, regia di Andrew Lau (1992)
- Ji Boy xiao zi: Zhen jia wai long, regia di Gordon Chan (1992)
- Wei xian qing ren, regia di Michael Mak (1992)
- Wu yi tan zhang Lei Luo zhuan zhi san, regia di Lawrence Ah Mon (1992)
- Qian mian tian wang, regia di Kon-Man Cheung (1993)
- Siu hap Cho Lau Heung, regia di Jing Wong (1993)
- Chik geuk siu ji, regia di Johnnie To, Patrick Leung e Johnny Mak (1993)
- Tin joek yau ching II: Tin cheung dei gau, regia di Benny Chan (1993)
- Chiu kap hok hau ba wong, regia di Jing Wong (1993)
- Jia ri qing wei le, regia di Kevin Chu (1993)
- Lun Man Chui lo dim Lau Sin Hoi, regia di Norman Law Man (1994)
- Xian le piao piao, regia di Chi Leung 'Jacob' Cheung (1995)
- Lang man feng bao, regia di Patrick Leung (1996)
- On na ma dak lin na, regia di Chung-Man Yee (1998)
- The StormRiders - I cavalieri della tempesta (Fung wan: Hung ba tin ha), regia di Andrew Lau (1998)
- Gong yuan 2000 AD, regia di Gordon Chan (2000)
- Siu chan chan, regia di Chung-Man Yee (2000)
- China Strike Force (Lei ting zhan jing), regia di Stanley Tong (2000)
- Pa-la Pa-la ying ji fa, regia di Jingle Ma (2001)
- Ngoi zoi joeng gwong haa, regia di Andy Lau - cortometraggio (2003)
- Chung on chi ma Gun, regia di Dante Lam (2004)
- Throw Down (Yau doh lung fu bong), regia di Johnnie To (2004)
- Sam cha hau, regia di Benny Chan (2005)
- Fu zi, regia di Patrick Tam (2006)
- C+ jing taam, regia di Oxide Chun Pang (2007)
- Bai yin di guo, regia di Christina Yao (2009)
- Sha ren fan, regia di Roy Hin Yeung Chow (2009)
- Fung wan II, regia di Fratelli Pang (2009)
- Chun sing gai bei, regia di Benny Chan (2010)
- B+ jing taam, regia di Oxide Chun Pang (2011)
- Mo shu wai zhuan, regia di Gu Changwei (2011)
- Quan qiu re lian, regia di Tony Chan e Wing Shya (2011)
- Fu sing, regia di Ho Yim (2012)
- Cold War (Hon zin), regia di Lok Man Leung e Kim-Ching Luk (2012)
- Yue lai yue hao: Cun wan, regia di Yibai Zhang (2013)
- Tong mou, regia di Oxide Chun Pang (2013)
- Sing dan mooi gwai, regia di Charlie Yeung (2013)
- Quan min mu ji, regia di Xing Fei (2013)
- Xi you ji: Da nao tian gong, regia di Pou-Soi Cheang (2014)
- Dap huet cam mui, regia di Philip Yung (2015)
- Il monaco che scese dalla montagna (Dao shi xia shan), regia di Chen Kaige (2015)
- Xi you ji zhi: Sun Wukong san da Baigu Jing, regia di Pou-Soi Cheang (2016)
- Meng xiang he huo ren, regia di Tae You Chang (2016)
- Hon zin 2, regia di Lok Man Leung e Kim-Ching Luk (2016)
- Tian liang zhi qian, regia di Matt Chung-tien Wu (2016)
- Po.Ju, regia di Yi-chi Lien (2017)
- Mi zhan, regia di Siu-Hung Chung (2017)
- Xi you ji zhi nü er guo, regia di Pou-Soi Cheang (2018)
- Mou seung, regia di Felix Chong (2018)
- Mak lo yan, regia di Hing Fan Wong (2019)

## Discografia
- 1990 - Loving You Forever  Taiwan 1990-09-24
 Birmania 2025-07-18
 Italia 2025-07-18
- 1991 - Should I Leave Quietly?
- 1991 - Who Can Tell Me Finally?
- 1992 - Please Bring My Feelings Home (Mandarin Collection)
- 1992 - Love You
- 1992 - Dancing Never Stop, Loving Never Stop, Singing Never Stop - Aaron Kwok
- 1992 - Marboro Red Hot Hits: Heat Moves Lalala
- 1993 - Deep Loving You - Aaron Kwok (2nd Mandarin Collection)
- 1993 - Leaving All My Love To You
- 1993 - Without Your Love
- 1993 - Dream Can't Stay
- 1993 - Merry X-Mas
- 1994 - AK-47
- 1994 - Starts From Zero (Cantonese Collection)
- 1994 - The Wild City
- 1994 - The End Of The Dream Is The End Of The Sky
- 1994 - A Moment Of Romance II OST
- 1994 - Urge
- 1994 - Temptation of the Iron Mask
- 1994 - Elution/Good Gal (Remix)
- 1994 - Lover For The Whole Life
- 1994 - Romance Iron Mask Moving Temptation (Remix)
- 1995 - My Starting Point Is Here
- 1995 - You Are My Everything (EP)
- 1995 - The Legend of Naive
- 1995 - Wind Can't Stop
- 1995 - Memorandum
- 1996 - Aaron Kwok Golden Songs: Memorandum Collection
- 1996 - Love Dove
- 1996 - The GIG Kingdom (EP)
- 1996 - Listen to the Wind's Song
- 1997 - Listen to the wind's song karaoke remix
- 1997 - Warner Music collection: Aaron Kwok
- 1997 - Aaron Kwok Live in Concert 1996
- 1997 - Who Will Remember Me?
- 1997 - Love Call
- 1997 - Duplicate Soul - Duplicate Again
- 1997 - Devoted
- 1997 - Generation Next
- 1998 - Code In The Wind
- 1998 - Warner Music Collection: Aaron Kwok - 2
- 1998 - Best To Sing Mandarin 1998
- 1998 - A Magic To City
- 1999 - Pepsi Aaron Kwok Live in Concert 1998
- 1999 - Ask For More (EP)
- 1999 - Amazing Dream
- 1999 - So Afraid
- 1999 - Hip Hip Hurray Greatest 16 Hits 1999
- 2000 - Journey, Cheer
- 2000 - And I Hate You So OST
- 2000 - Fascinating
- 2000 - China Strike Force OST
- 2000 - Fearless vs Future
- 2001 - Pepsi Aaron Kwok Live On Stage 2000/01
- 2001 - Xin Tian Di + Para Para Sakura OST
- 2001 - Pure Energy Collection
- 2001 - Absolute
- 2002 - Aaron Kwok and Friends in Concert 2001
- 2002 - Cracking Twirls (Beyblade) EP
- 2002 - Love On Stage
- 2002 - Burning Flame OST
- 2002 - The Power Of Love 2002
- 2003 - In The Still Of The Night
- 2003 - Romancing Hong Kong OST
- 2004 - AK Trilogy
- 2005 - Thematic (EP)
- 2006 - My Nation
- 2006 - Aaron Kwok: The Best Collection (2DVD + 2CD)
- 2008 - Aaron Kwok de Show Reel Live in Concert 2007/2008
- 2010 - Aaron Kwok Never Ending Love